# Paris–Roubaix 1947

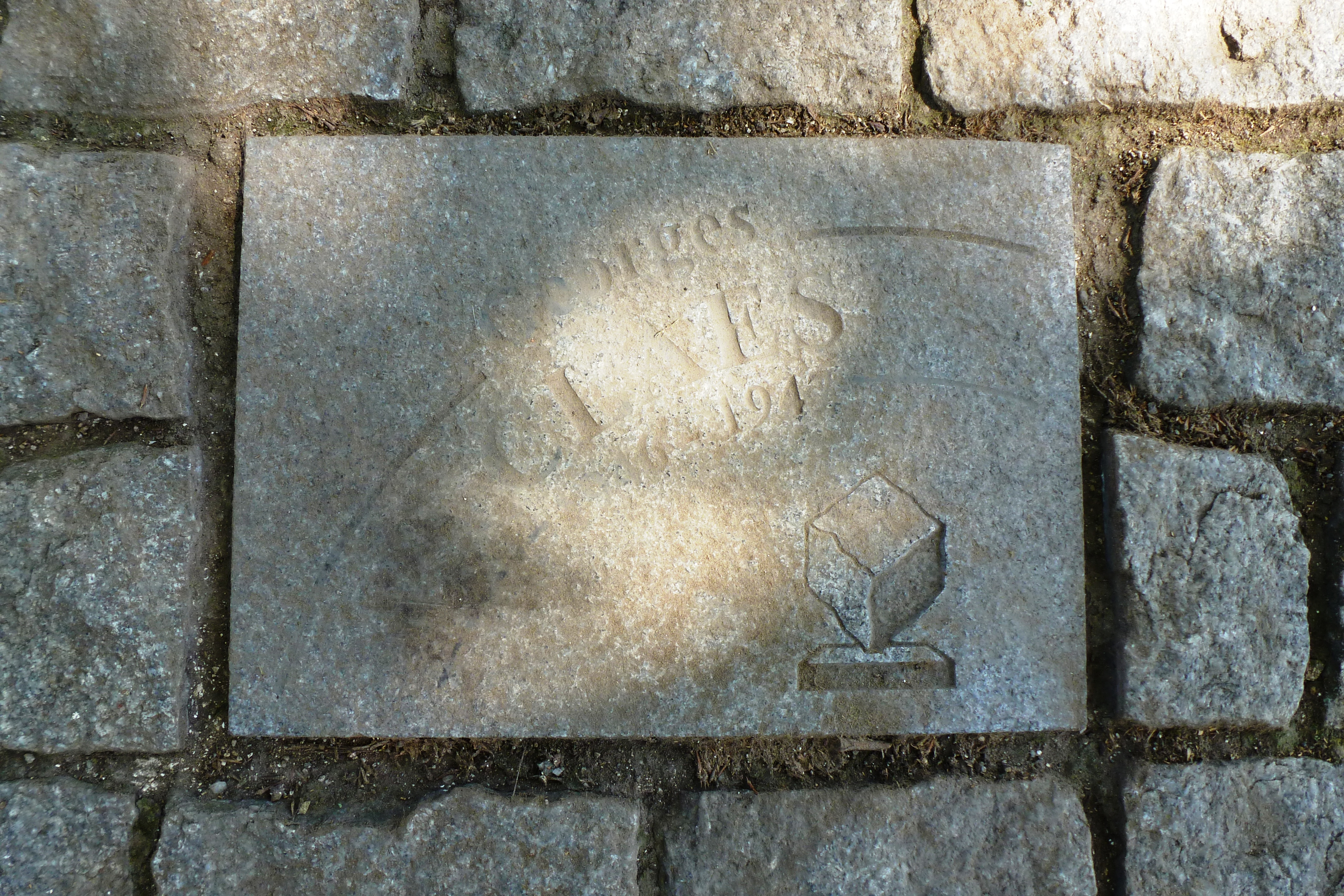
Pflasterstein für Georges Claes zur Erinnerung an seine beiden Siege (1946, 1947) bei Paris-Roubaix

Das Eintagesrennen Paris–Roubaix 1947 war die 47. Austragung des Radsportklassikers und fand am Sonntag, den 6. April 1947, statt.
Das Rennen führte von Saint-Denis, nördlich von Paris, nach Roubaix, wo es im Vélodrome André-Pétrieux endete. Die Strecke war 246 Kilometer lang.  211 Radrennfahrer standen am Start, 36 beendeten das Rennen. Der Sieger Georges Claes absolvierte das Rennen mit einer Durchschnittsgeschwindigkeit von 39,83  km/h.
Während des Rennens herrschte sinflutartiger Regen. Olimpio Bizzi fuhr 240 Kilometer lang allein vor dem Peloton, bis gegen Ende des Rennens sein Hinterrad in einem Rinnstein brach. Als er weiterfahren konnte, war sein Vorsprung auf 40 Sekunden geschmolzen, und er wurde schließlich eingeholt. Der Belgier Adolph Verschueren zog in der Radrennbahn den Sprint an, wurde aber von Claes passiert, der damit seinen zweiten Sieg in Folge einfuhr.